# ポケモンガオーレ
『ポケモンガオーレ』 (Pokémon Ga-Olé) は、タカラトミーアーツより発売されたポケットモンスターを題材としたアーケードゲーム。2016年7月稼働開始。

## 概要
『ポケモンバトリオ』『ポケモントレッタ』に続く専用コレクションアイテム排出の業務用キッズアミューズメントゲーム機第3弾。大画面の縦型50インチモニタを使用し、キッズ向けアーケードゲームとしては初搭載の「成型物オンデマンド配出システム」の採用によりプレート型ガオーレディスクが排出される。プレイには従来のような100円のみでは途中までしかプレイできず、バトル継続に各1コイン、更にディスク排出に各1コインと、1プレイで最大800円追加投入が必要となる。
2020年6月リリースの「ポケモンガオーレ グランドラッシュ5弾」を最終弾とし、2020年秋期をもって稼働終了となった。本機の後継機種として『ポケモンメザスタ』が2020年9月17日より稼働開始されている。

## 遊び方
100円を投入し、ガオーレパスを読み込み、「バトルしてゲット」か「いますぐゲット」を選択。2だんより「トレーナーとバトル」実装。

### バトルしてゲット
「バトルしてゲット」を選択後にコースを選択する。
ガオーレパスを使用した場合、「どうぐチャンス」で蓄積したガオーレメダルと特殊アイテムとの交換ができる。
バトルは2×2の対戦で戦い、中央のスロットに2枚挿しこんで召喚する。ディスクがない場合はレンタルとなる。中央の「こうげきゲージ」がフルになったポケモンから攻撃することができ、「おうえん」フキダシがかんぺきの時に押すとゲージ速度が速くなる。
こうげき（味方の攻撃）の場合、「こうげきルーレット」の止まった数値によって攻撃パワーが上がり、ボタン連打によって「きあい」をあげてより大きなダメージを与える。通常はルーレットの数値は20が最大だが、それより上の数値を出せるポケモンもいる他、ルーレットの数値が虹色に変わる事もある。
ぼうきょ（相手の攻撃）の場合、「ぼうぎょルーレット」で「よけやすさアップ」か「ぼうぎょアップ」に止まることでダメージの軽減ができる。マークがピンク色に変わると「ぐーんとアップ」になる。
ぼうぎょ時に「かえりうちチャンス」が発生すると、中央ボールレバーを回すことにより相手の攻撃を押し切りが成功すれば反撃が可能となる。
バトル中に「サポートアタックチャンス」で成功すれば、ガオーレパスにあるサポートポケモンが登場する。
パスがない場合はレンタルとなる。
相手ポケモンの「ゲットゲージ」がMAXになる、バトルタイムの終了、出せる味方ポケモンがなくなる、ことで、「ゲットチャンス」に移行。ランダムで選ばれる4種類のモンスターボールを投げゲット成功すれば、100円追加投入でガオーレディスクにすることができる。2匹同時ゲットの場合はどちらか1匹のみで、また両方とも逃げる場合もある。ゲットタイム終了後は「オタケビ」を上げることで新たなポケモンが現れ、100円追加投入で次のバトルがプレイ可能となり、1プレイで3回戦まで行うことができる。
継続ボーナスとして、現在バトルに参加中のポケモンのHPが少し回復し、追加で1体ポケモンを出す事が出来るようになる(最大で6匹まで)。最後に3戦中に1度でもディスクにしない時があった場合「ラストチャンス」が発生し、ポケモンをディスクにすることができる。
また、2戦以上バトルをして2度以上ディスクにしない時があった場合「せんぱいトレーナー」がこれまでにリリースされた全弾の中からランダムで1枚くれる。これには100円を入れる必要がなく無料で入手できる。この先輩トレーナーの姿は前作の「ポケモントレッタ」の主人公になっている。

### いますぐゲット
バトルせずにポケモンを捕まえるモードで2度モンスターボールを投げ100円追加投入でどちらか1体をディスクにでき、更に続ける場合も継続に100円追加、ディスク化にもう100円追加する。最大9回可能。

### トレーナーとバトル
5人のトレーナーとバトルができるモード。それぞれのトレーナーは強さ、くり出すポケモンが異なる。ガオーレパスを使って4人のトレーナーに勝つと、5人目とバトルができ、バトル後にスペシャルディスクが手に入る。
100円を入れて「トレーナーとバトル」モードをえらんだら、次はトレーナーの中からバトルする相手を選ぶ。トレーナーはそれぞれ強さや繰り出すポケモンが異なるので自分のレベルに合わせて挑む事が可能。
4人のトレーナーは、それぞれ2～4匹のポケモンを持っており、その中から2匹のポケモンをくり出してくる。最大で4枚のディスクを使いトレーナーのポケモン全てを倒す。 勝っても負けても5人目のトレーナーとバトルをすると「スペシャルガオーレディスク」を手に入れる事ができる。5人目のトレーナーとのバトルは、ガオーレパスを使って4人のトレーナーに勝つと挑戦可能。手に入る「スペシャルガオーレディスク」は弾ごとに変わる。バトルに勝ったトレーナーにトロフィーマークが付く。
ガオーレディスクを持っていない人でも「レンタルポケモン」でバトル可能。

## アイテム・用語
ガオーレディスク
プレート型のアイテム。5段階のグレードがあり、タイプによってあいしょうがある。メガシンカ可能なポケモンの場合、バトル中に「メガシンカチャンス」が発生する。進化が可能なポケモンの場合は、バトル終了後に「しんかチャンス」が発生することもある。グレードアップが可能なポケモンの場合は、バトル終了後に「グレードアップチャンス」が発生することもある。バトル終了後のチャンスは、一度に両方とも発生する事もある。
『ポケットモンスター サン・ムーン』との連動で、ディスクのQRコードを読み込むことでゲームへの図鑑登録が可能。
ガオーレチケット
チラシ等の色々な媒体に付属するQRコード。筐体左側のマルチスキャナで読みこむ。特殊コースを選択することができるようになる。
ガオーレパス
トレーナー情報を記憶できる記録カード。サポートポケモン登録、バトルスコア記録、ガオーレメダルの蓄積、ガオーレメンバーズ登録が可能。400回までしか書き込みができないので、その時には新たなカードへの移行が必要になっている。
ガオーレメンバーズ
Web上で自分の記録を確認できるサービス。複数のパス情報を登録することもできる。
ガオーレファイル
ガオーレディスク48枚とガオーレパスやガオーレチケットを収納できるファイル。
ガオーレボックス
ガオーレディスクが最大24枚とガオーレパスを収納可能なケース。
ガオーレトランク
ガオーレディスク96枚とガオーレパスが収納可能な大型トランク。
中のトレーを外すと「ポケモン Zパワーリング」「ポケモンZリング」を入れることも可能。
ポケモンZリング、ポケモンZパワーリング
『ポケットモンスター サン・ムーン』、『ポケットモンスター ウルトラサン・ウルトラムーン』、アニメに出てくる同名アイテムをモデルにした別売の腕輪型玩具。Zリングの場合はプレイ中や観戦中にシンクロしてパワーがたまるので、パワーが3つたまった状態でZワザを使用すると、ルーレットをパスして確実にZワザが使用できる。Zパワーリングの場合は無条件でZワザを出す時にルーレットをパスすることができる。

## 登場ポケモン
『1だん』より
フシギダネ、フシギソウ、フシギバナ、ヒトカゲ、リザード、リザードン、ゼニガメ、カメール、カメックス、ハリマロン、ハリボーグ、フォッコ、テールナー、ケロマツ、ゲコガシラ、ノコッチ、パチリス、マッギョ、カモネギ、デデンネ、ルチャブル、キリンリキ、クレッフィ、ヤンチャム、ゴロンダ、オンバット、オンバーン、ピカチュウ、リオル、ルカリオ、ラルトス、キルリア、ジガルデ、ボルケニオン、ゼルネアス、イベルタル、サーナイト、マギアナ
『2だん』より
ナエトル、ハヤシガメ、ドダイトス、ヒコザル、モウカザル、ゴウカザル、ポッチャマ、ポッタイシ、エンペルト、パラス、パラセクト、ドガース、マタドガス、ミニリュウ、ハクリュー、カイリュー、ミュウツー、ミュウ、ガブリアス、ファイアロー
『3だん』より
『4だん』より
『5だん』より
『ダッシュ1だん』より
『ダッシュ2だん』より
『ダッシュ3だん』より
『ダッシュ4だん』より
『ダッシュ5だん』より
『ウルトラレジェンド1だん』より
『ウルトラレジェンド2だん』より
『ウルトラレジェンド3だん』より
『ウルトラレジェンド4だん』より
『ウルトラレジェンド5だん』より
『グランドラッシュ1だん』より
『グランドラッシュ2だん』より
『グランドラッシュ3だん』より
『グランドラッシュ4だん』より
『グランドラッシュ5だん』より

## 登場コース
『1だん』より
- たびのなかまコース
- ジカルデコース
- ボルケニオンコース
- カントーたびだちコース（ガオーレチケット限定 2016年7月7日-9月30日）
- ゼルネアスコース（2016年8月4日より）
- イベルタルコース（2016年8月4日より）
- ミステリーコース（2016年8月4日より）
- ピカチュウたいりょうはっせいチュウ!!（2016年8月7日-21日）
- かくとうタイプぞくぞくコース（『ポケモンガオーレ攻略ガイドVol.1』限定 2016年8月4日-12月31日）
- リザードンのたにコース（月刊コロコロコミック2016年9月号限定付録 -9月30日）

『2だん』より
- はじめてコース
- ミュウツーコース

『3だん』より
『4だん』より
『5だん』より
『ダッシュ1だん』より
『ダッシュ2だん』より
『ダッシュ3だん』より
『ダッシュ4だん』より
『ダッシュ5だん』より
『ウルトラレジェンド1だん』より
『ウルトラレジェンド2だん』より
『ウルトラレジェンド3だん』より
『ウルトラレジェンド4だん』より
『ウルトラレジェンド5だん』より
『グランドラッシュ1だん』より
『グランドラッシュ2だん』より
『グランドラッシュ3だん』より
『グランドラッシュ4だん』より
『グランドラッシュ5だん』より

## リリース
- 2016年7月7日 『1だん』稼働開始。『トレッタレポートかけはしキャンペーン』開催。
- 2016年7月9日 『ガオーレデビューキャンペーン』開催。
- 2016年7月16日 映画限定『マギアナ』プレゼント。
- 2016年9月15日 『2だん』稼働開始。
- 2016年10月7日-27日 スペシャルガオーレディスク「ファイアロー」ゲットキャンペーン
- 2016年12月8日 『3だん』稼働開始。ポケモンZリング連動。
- 2017年2月16日 『4だん』稼働開始。
- 2017年4月27日 『5だん』稼働開始。
- 2017年7月6日 『ダッシュ!1だん』稼働開始。
- 2017年9月14日 『ダッシュ!2だん』稼働開始。
- 2017年12月14日 『ダッシュ!3だん』稼働開始。
- 2018年2月15日 『ダッシュ!4だん』稼働開始。
- 2018年4月26日 『ダッシュ!5だん』稼働開始。
- 2018年7月5日 『ウルトラレジェンド1だん』稼働開始。
- 2018年9月13日『ウルトラレジェンド2だん』稼働開始。
- 2018年11月29日 『ウルトラレジェンド3だん』稼働開始。
- 2019年2月14日 『ウルトラレジェンド4だん』稼働開始。
- 2019年4月25日 『ウルトラレジェンド5だん』稼働開始。
- 2019年7月4日 『グランドラッシュ1だん』稼働開始。
- 2019年10月17日 『グランドラッシュ2だん』稼働開始。
- 2020年1月9日 『グランドラッシュ3だん』稼働開始。
- 2020年2月13日 『グランドラッシュ4だん』稼働開始。
- 2020年6月8日 『グランドラッシュ5だん』稼働開始。
- 2020年秋期 稼働終了。

## ナビゲーター
- ガオーレリーダー　カズキ
- ガオーレリーダー　レン

イベントMCやおはスタでのプロモーション、大会での司会等を行っていた。
- ガオーレナビガール　えみりぃ

2017年初登場。カズキ、レン同様に大会での司会等を行なっていた。

## 主題歌
- 「Get Chance! ポケモンガオーレ」（1だん-5だん）
作詞- 池田彩、若林愛 / 作曲 - 高取ヒデアキ /編曲 - 龍島裕昌 / 歌 - 高取ヒデアキ、池田彩、鎌田章吾

- 「ダッシュ! ポケモンガオーレ!」（ダッシュ!1だん-5だん）
作詞- 池田彩、若林愛 / 作曲 - 高取ヒデアキ /編曲 - 龍島裕昌 / 歌 - 高取ヒデアキ、池田彩、小林竜之

- 「ウルトラレジェンド! ポケモンガオーレ!」（ウルトラレジェンド1だん-）
作詞- 池田彩、若林愛 / 作曲 - 高取ヒデアキ /編曲 - 龍島裕昌 / 歌 - 高取ヒデアキ、池田彩、小林竜之

- 「グランドラッシュ！ポケモンガオーレ！」(グランドラッシュ1だん-5だん)
作詞- 池田彩/作曲 - 高取ヒデアキ/編曲 -/歌 -高取ヒデアキ、池田彩、鎌田章吾、小林竜之